# Joest Racing
La Joest Racing, attualmente nota come Mazda Team Joest, è una scuderia automobilistica tedesca con sede a Wald-Michelbach, fondata da Reinhold Joest nel 1978. È nota soprattutto per essere la scuderia più vincente di sempre nella 24 Ore di Le Mans, con ben 15 vittorie prima con Porsche e poi con Audi, per la quale ha svolto il ruolo di scuderia ufficiale per quasi 20 anni, dal 1999 al 2016. È stata inoltre scuderia ufficiale Opel nel DTM nei primi anni novanta e dal 2017 al 2021 è stata la scuderia ufficiale Mazda nel WeatherTech SportsCar Championship.

## Storia

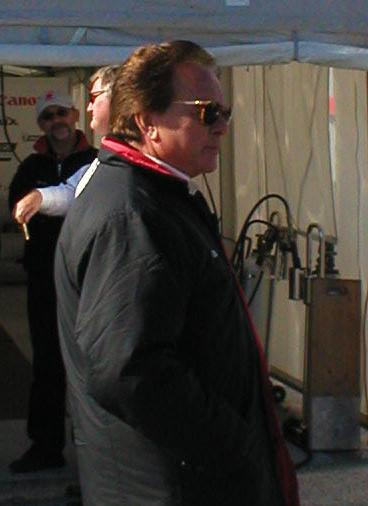
Reinhold Joest (2003)

### Gli inizi
Joest, ex pilota endurance amante della 24 Ore di Le Mans, gara che non vincerà mai come pilota, decide di fare il salto della barricata e divenire team manager.
Inizia come team privato schierando una Porsche 908/3 turbo e vincendo il campionato europeo prototipi, poi passa alla Porsche 935, con la quale nel 1980 vince la 24 Ore di Daytona.
Nel campionato del mondo sportprototipi 1982 debutta il regolamento FIA Gruppo C, la Porsche progetta appositamente la 956 disponibile però solo per la squadra interna ufficiale, il Joest Racing per partecipare al campionato converte una Porsche 936 da "barchetta" (abitacolo aperto) a coupé e con altre modifiche la rende conforme alle nuove regole ribattezzandola 936C.

### I primi successi a Le Mans

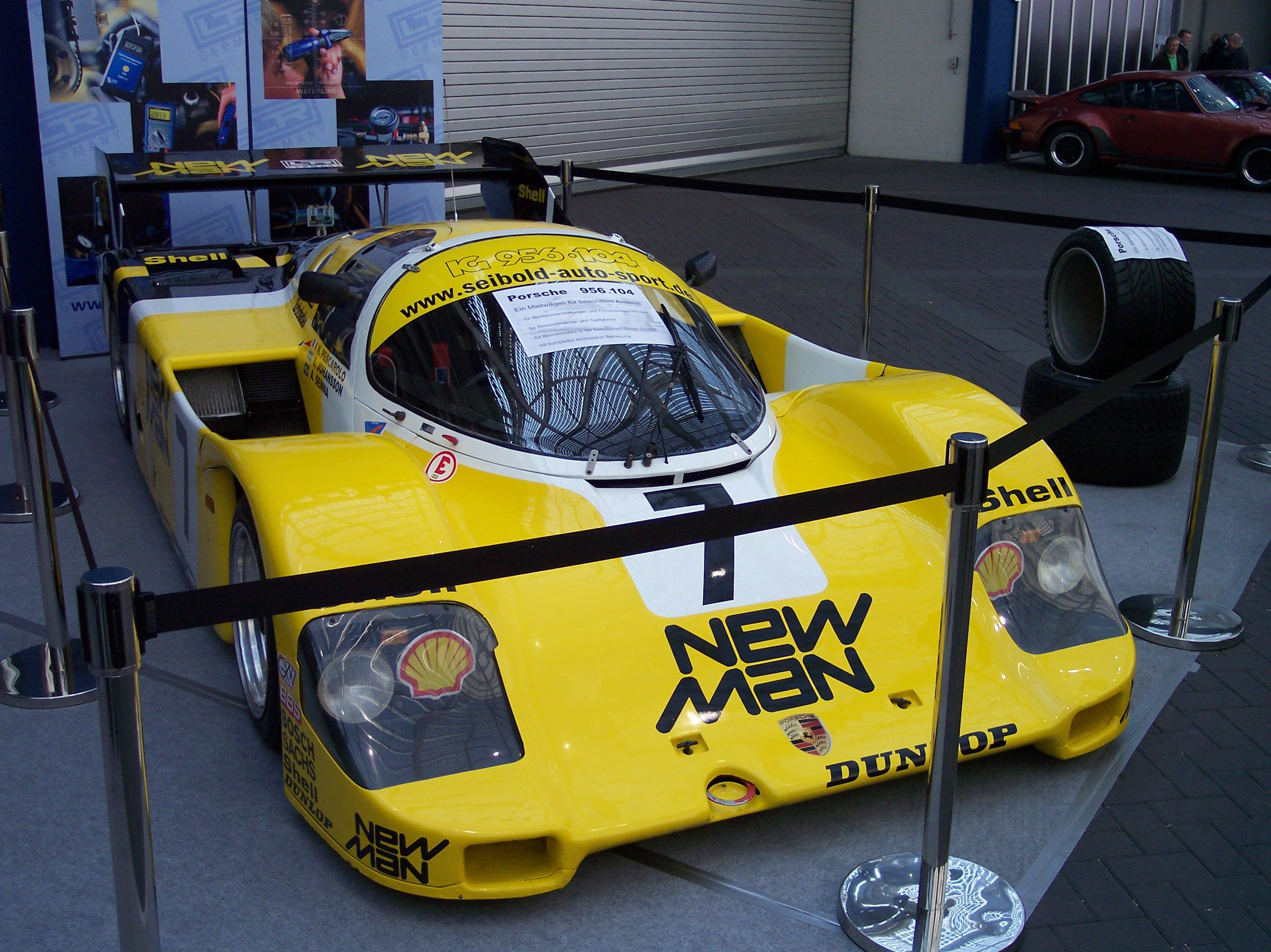
La Porsche 956 del Joest Racing vincitrice della 24 Ore di Le Mans 1984 e 1985

Nel 1983 la Porsche inizia a vendere ai team privati le sue valenti 956, Joest ne acquista due. 
Alla prima del campionato, si aggiudica subito la 1000 km di Monza.
Alla 24 Ore di Le Mans del 1984, la squadra ufficiale Porsche boicotta la corsa, la Lancia si presenta molto agguerrita ma emergono problemi di affidabilità durante la corsa, il team Joest vince la gara con i piloti Klaus Ludwig e Henri Pescarolo.
L'anno seguente, nel 1985, nonostante la presenza della squadra ufficiale Porsche con le nuovissime 962, il Joest Racing rivince la classica maratona francese con la stessa vettura dell'anno precedente, vince infatti con il medesimo telaio e lo stesso numero di corsa (il #7) grazie ai piloti Klaus Ludwig, Paolo Barilla e al gentleman-driver e uomo d'affari in incognito "John Winter".
Il team continua a schierare per tutti gli anni ottanta i prototipi Porsche nel Campionato mondiale, ottenendo buoni piazzamenti.

### Le corse in America

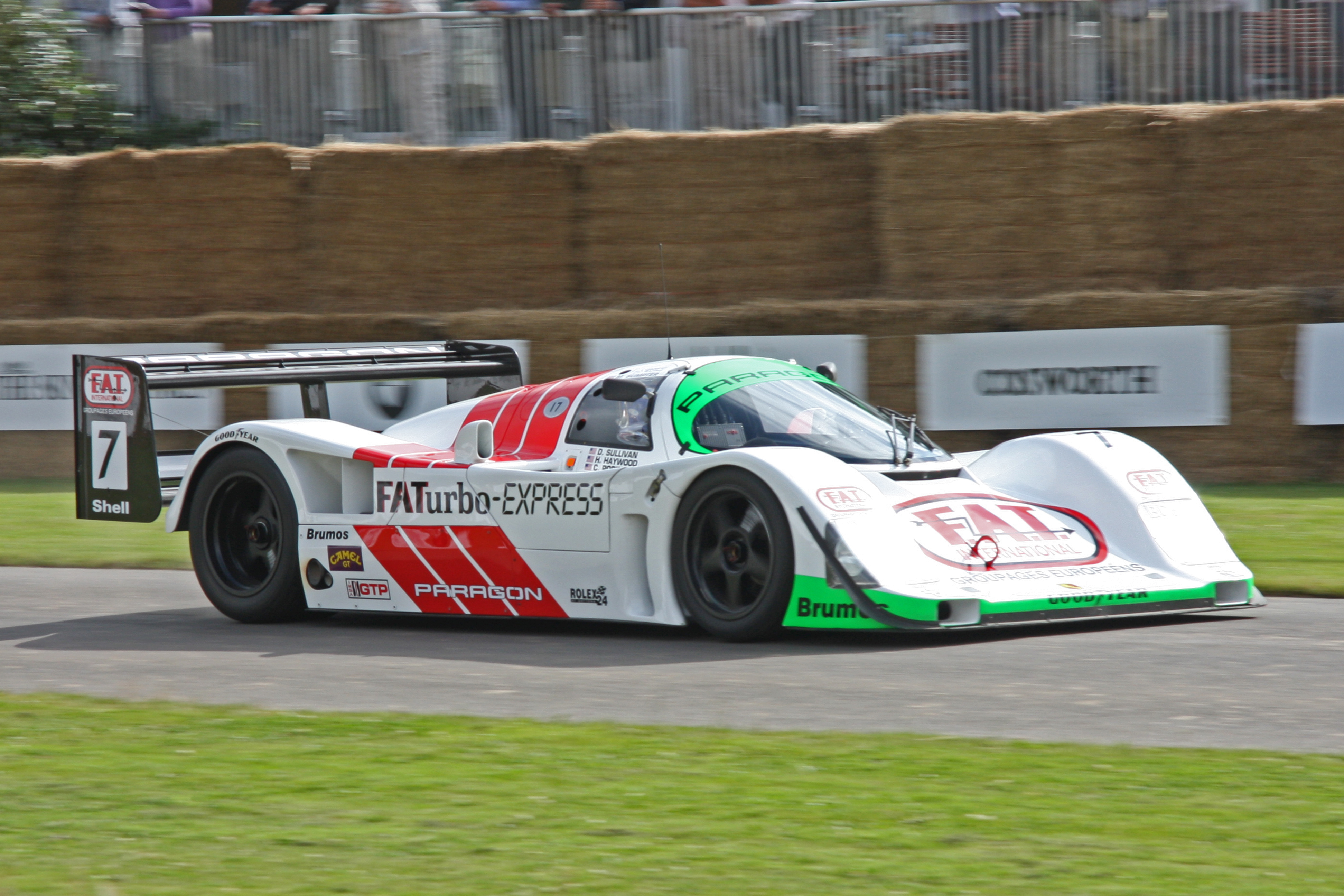
Joest-Porsche 962 per il Campionato IMSA GTP

Con il disimpegno della Porsche nel mondiale prototipi a partire dal 1989, le 962 prive di aggiornamenti ed evoluzioni tecniche, subiscono un netto calo di competitività. Inoltre nel 1990 la FIA vara la nuova classe Sport 3,5 litri, equipaggiati con motori di F1, peso ridotto e prive del vincolo sul consumo di carburante, prototipi contro i quali la 962 Joest non sarebbe stata competitiva.
Joest decide allora di emigrare in Nord America col la squadra per gareggiare nel Campionato IMSA GTP, nel quale può ancora ben figurare. Nel 1991 vince nuovamente la 24 Ore di Daytona con l'equipaggio: Bob Wollek, Henri Pescarolo, John Winter, Hurley Haywood e Frank Jelinski. Nonostante nuovi componenti e modifiche alla Porsche 962, anche in questa serie la vettura segna ben presto il passo in favore di prototipi Jaguar, Toyota e Nissan di nuova progettazione, Joest gareggia in questa serie fino al 1993.

### L'esperienza nel DTM-ITC con Opel
Ritornato in Europa, Joest inizia un sodalizio con Opel, schierando una Calibra nel Deutsche Tourenwagen Masters (DTM), divenuto poi nel 1996 ITC, serie a livello mondiale, proprio in quest'ultima stagione il team Joest vince il titolo con il pilota Manuel Reuter.

### Il ritorno a Le Mans

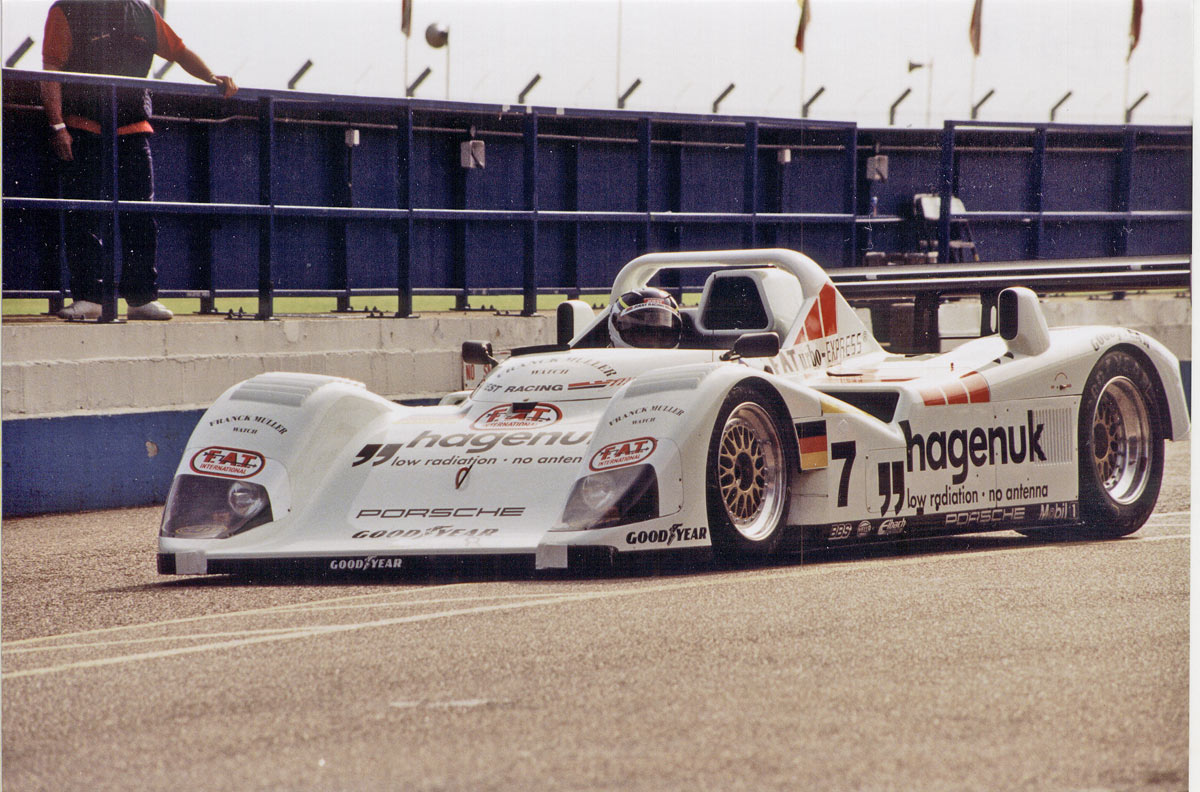
La Joest-Porsche WSC95 vincitrice della 24 Ore di Le Mans 1996-1997

Nel 1995 la Porsche richiese alla Tom Walkinshaw Racing - TWR la realizzazione di 2 barchette con l'intenzione di schierarle nel Campionato IMSA prototipi, vennero così realizzate delle sport basate su alcune scocche inutilizzate della Jaguar XJR-14, per spingerle fu scelto il collaudato motore 6 cilindri boxer della Porsche 956, tuttavia una serie di cambiamenti apportati al regolamento tecnico che stava per essere varato indussero la Porsche a non partecipare alla serie accantonando le 2 vetture sport, che Reinhold Joest ottenne di poter utilizzare nel 1996. Con queste sport il team rivince a Le Mans nel 1996 e nel 1997 sempre con il medesimo telaio e numero di vettura (ancora il #7 come nel 1984-1985, poi ribattezzato "lucky seven" - sette fortunato), battendo le veloci Porsche 911 GT1 ufficiali e la McLaren F1 GTR.
La Porsche beffata per due anni consecutivi dai prototipi di Joest, per la 24 Ore del 1998 ricca di case automobilistiche partecipanti, decide di dare un contributo ufficiale a questa squadra (tanto che le sport vengono ribattezzate Porsche LMP1-98), in questo modo può contrastare più efficacemente le altre marche rivali. In gara le vetture del team Joest sono costrette al ritiro per problemi tecnici, mentre la vittoria va alla Porsche 911 GT1 '98.

### Il sodalizio con Audi
L'Audi dopo aver dominato negli anni novanta i campionati turismo a livello internazionale, nel 1999 lancia un nuovo programma endurance con l'obiettivo di vincere la 24 Ore di Le Mans, a questo fine viene realizzata l'Audi R8 Sport. La gestione in pista dei prototipi Audi viene affidata al team Joest, scelto per l'indubbia professionalità ed esperienza dimostrata nel corso degli anni, la nuova intesa prende il nome di Audi Sport Team Joest.
Dal 1999 diventa team ufficiale Audi e inizia lo sviluppo dell'Audi R8. Con questa vettura inizierà l'era dei grandi successi: vince dal 2000 al 2003 ininterrottamente l'ALMS e la 12 Ore di Sebring, dal 2000 al 2002 a Le Mans. Nel 2003 aiuta la Bentley a vincere a Le Mans prestandole piloti e meccanici. Nel 2005 inizia lo sviluppo dell'Audi R10 la prima vettura diesel a vincere a Le Mans. Al debutto vince a Sebring riconfermandosi nel 2007, vince a Le Mans dal 2006 al 2008, vince l'ALMS dal 2006 al 2008, sempre nel 2008 vince anche il campionato Le Mans Series battendo la rivale Peugeot.
Nel 2009 il team continua a partecipare al DTM con 2 vetture 2008, nell'endurance partecipa solo alla 12 Ore di Sebring e alla 24 Ore di Le Mans con la nuova Audi R15.
Nel 2010 vince la 8 ore di Le Castellet prima prova della LMS e mette a segno una tripletta alla 24 ore di Le Mans. Nel 2011, 2012 e 2014 conquista nuovamente la 24 ore di Le Mans con André Lotterer, Marcel Fässler e Benoit Treluyer. Nel 2013 vince ancora ma con un altro equipaggio. Nel 2015 le Audi concludono in terza, quarta e settima posizione alla 24 Ore di Le Mans, mentre nel 2016 in terza e quarta posizione. Durante la stagione 2016 viene annunciato ufficialmente l'abbandono di Audi dal mondiale che quindi non correrà nel 2017.

### Il sodalizio cona Mazda nell'IMSA
Dal 2017 il Team Joest ha assunto la gestione della Mazda RT24-P divenendone team ufficiale. La collaborazione tra Mazda e Joest termina nel 2020, quando la Mazda affida le RT24-P a Multimatic.

### Il ritorno nel mondiale endurance con Glickenhaus
Nel 2021, alla luce dei nuovi regolamenti Le Mans Hypercar, la Glickenhaus costruisce il proprio prototipo 007 LMH, stringendo un accordo con Joest che gestisce le auto ufficiali.

## Risultati

### 24 Ore di Le Mans
| Anno | Vettura                 | Equipaggio                                                | Classe | Giri | Pos. | Pos. Classe |
| ---- | ----------------------- | --------------------------------------------------------- | ------ | ---- | ---- | ----------- |
| 1980 | Porsche 908/80          | Jacky Ickx Reinhold Joest                                 | S +2.0 | 336  | 2°   | 2°          |
| 1980 | Porsche 935             | Harald Grohs Dieter Schornstein                           | Gr.5   | 313  | 8°   | 1°          |
| 1981 | Porsche 908/80          | Reinhold Joest Dale Whittington Klaus Niedzwiedz          | S +2.0 | 80   | Rit  | Rit         |
| 1981 | Porsche 935J            | Harald Grohs Dieter Schornstein Götz von Tschirnhaus      | Gr.5   | 320  | 10°  | 3°          |
| 1981 | Porsche 935J            | Mauricio de Narváez Kenper Miller Günther Steckkönig      | Gr.5   | 152  | Rit  | Rit         |
| 1982 | Porsche 936C            | Bob Wollek Jean-Michel Martin Philippe Martin             | C      | 320  | Rit  | Rit         |
| 1983 | Porsche 956             | Mauricio de Narváez Volkert Merl Clemens Schickentanz     | C      | 361  | 4°   | 4°          |
| 1983 | Porsche 936C            | Jean-Michel Martin Philippe Martin Marc Duez              | C      | 9    | Rit  | Rit         |
| 1984 | Porsche 956B            | Henri Pescarolo Klaus Ludwig                              | C1     | 360  | 1°   | 1°          |
| 1984 | Porsche 956             | Volkert Merl Dieter Schornstein "John Winter"             | C1     | 340  | 4°   | 4°          |
| 1984 | Porsche 956             | Mauricio de Narváez Stefan Johansson Jean-Louis Schlesser | C1     | 170  | Rit  | Rit         |
| 1985 | Porsche 956B            | Klaus Ludwig Paolo Barilla "John Winter"                  | C1     | 374  | 1°   | 1°          |
| 1985 | Porsche 956             | Mauricio de Narváez Paul Belmondo Kenper Miller           | C1     | 277  | Rit  | Rit         |
| 1986 | Porsche 956B            | Klaus Ludwig Paolo Barilla "John Winter"                  | C1     | 196  | Rit  | Rit         |
| 1986 | Porsche 956             | Kenper Miller George Follmer John Morton                  | C1     | 355  | 3°   | 3°          |
| 1987 | Porsche 962C            | Frank Jelinski Stanley Dickens Hurley Haywood             | C1     | 7    | Rit  | Rit         |
| 1987 | Porsche 962C            | Sarel van der Merwe David Hobbs Chip Robinson             | C1     | 4    | Rit  | Rit         |
| 1988 | Porsche 962C            | Stanley Dickens Frank Jelinski Louis Krages               | C1     | 385  | 3°   | 3°          |
| 1988 | Porsche 962C            | David Hobbs Didier Theys Franz Konrad                     | C1     | 380  | 5°   | 5°          |
| 1989 | Porsche 962C            | Hans-Joachim Stuck Bob Wollek                             | C1     | 382  | 3°   | 3°          |
| 1989 | Porsche 962C            | Henri Pescarolo Claude Ballot-Léna Jean-Louis Ricci       | C1     | 371  | 6°   | 6°          |
| 1989 | Porsche 962C            | Frank Jelinski Louis Krages Pierre-Henri Raphanel         | C1     | 124  | Rit  | Rit         |
| 1990 | Porsche 962C            | Hans-Joachim Stuck Frank Jelinski Derek Bell              | C1     | 350  | 4°   | 4°          |
| 1990 | Porsche 962C            | Bob Wollek Louis Krages Stanley Dickens                   | C1     | 346  | 8°   | 8°          |
| 1990 | Porsche 962C            | Henri Pescarolo Jean-Louis Ricci Jacques Laffite          | C1     | 328  | 14°  | 14°         |
| 1991 | Porsche 962C            | Hans-Joachim Stuck Frank Jelinski Derek Bell              | C2     | 347  | 7°   | 7°          |
| 1991 | Porsche 962C            | Henri Pescarolo Louis Krages Bernd Schneider              | C2     | 197  | Rit  | Rit         |
| 1991 | Porsche 962C            | Franz Konrad Jürgen Barth                                 | C2     | 0    | NP   | NP          |
| 1993 | Porsche 962C            | Henri Pescarolo Bob Wollek Ronny Meixner                  | C2     | 351  | 9°   | 4°          |
| 1993 | Porsche 962C            | Frank Jelinski Manuel Reuter "John Winter"                | C2     | 282  | Rit  | Rit         |
| 1994 | Dauer 962 Le Mans       | Yannick Dalmas Hurley Haywood Mauro Baldi                 | GT1    | 344  | 1°   | 1°          |
| 1994 | Dauer 962 Le Mans       | Hans-Joachim Stuck Danny Sullivan Thierry Boutsen         | GT1    | 343  | 3°   | 2°          |
| 1996 | TWR-Porsche WSC-95      | Manuel Reuter Davy Jones Alexander Wurz                   | LMP1   | 354  | 1°   | 1°          |
| 1996 | TWR-Porsche WSC-95      | Michele Alboreto Pierluigi Martini Didier Theys           | LMP1   | 300  | Rit  | Rit         |
| 1997 | TWR-Porsche WSC-95      | Michele Alboreto Stefan Johansson Tom Kristensen          | LMP    | 361  | 1°   | 1°          |
| 1998 | Porsche LMP1-98         | Michele Alboreto Stefan Johansson Yannick Dalmas          | LMP1   | 107  | Rit  | Rit         |
| 1998 | Porsche LMP1-98         | Pierre-Henri Raphanel David Murry James Weaver            | LMP1   | 218  | Rit  | Rit         |
| 1999 | Audi R8R                | Didier Theys Frank Biela Emanuele Pirro                   | LMP    | 360  | 3°   | 2°          |
| 1999 | Audi R8R                | Michele Alboreto Rinaldo Capello Laurent Aïello           | LMP    | 346  | 4°   | 3°          |
| 2000 | Audi R8                 | Frank Biela Emanuele Pirro Tom Kristensen                 | LMP900 | 368  | 1°   | 1°          |
| 2000 | Audi R8                 | Michele Alboreto Rinaldo Capello Christian Abt            | LMP900 | 365  | 3°   | 3°          |
| 2000 | Audi R8                 | Laurent Aïello Allan McNish Stéphane Ortelli              | LMP900 | 367  | 2°   | 2°          |
| 2001 | Audi R8                 | Frank Biela Emanuele Pirro Tom Kristensen                 | LMP900 | 321  | 1°   | 1°          |
| 2001 | Audi R8                 | Laurent Aïello Rinaldo Capello Christian Pescatori        | LMP900 | 320  | 2°   | 2°          |
| 2002 | Audi R8                 | Frank Biela Emanuele Pirro Tom Kristensen                 | LMP900 | 375  | 1°   | 1°          |
| 2002 | Audi R8                 | Rinaldo Capello Christian Pescatori Johnny Herbert        | LMP900 | 374  | 2°   | 2°          |
| 2002 | Audi R8                 | Marco Werner Michael Krumm Philipp Peter                  | LMP900 | 372  | 3°   | 3°          |
| 2006 | Audi R10 TDI            | Frank Biela Emanuele Pirro Marco Werner                   | LMP1   | 380  | 1°   | 1°          |
| 2006 | Audi R10 TDI            | Rinaldo Capello Tom Kristensen Allan McNish               | LMP1   | 367  | 3°   | 3°          |
| 2007 | Audi R10 TDI            | Frank Biela Emanuele Pirro Marco Werner                   | LMP1   | 369  | 1°   | 1°          |
| 2007 | Audi R10 TDI            | Rinaldo Capello Tom Kristensen Allan McNish               | LMP1   | 262  | Rit  | Rit         |
| 2007 | Audi R10 TDI            | Lucas Luhr Mike Rockenfeller Alexandre Prémat             | LMP1   | 23   | Rit  | Rit         |
| 2008 | Audi R10 TDI            | Frank Biela Emanuele Pirro Marco Werner                   | LMP1   | 367  | 6°   | 6°          |
| 2008 | Audi R10 TDI            | Rinaldo Capello Tom Kristensen Allan McNish               | LMP1   | 381  | 1°   | 1°          |
| 2008 | Audi R10 TDI            | Lucas Luhr Mike Rockenfeller Alexandre Prémat             | LMP1   | 374  | 4°   | 4°          |
| 2009 | Audi R15 TDI            | Rinaldo Capello Tom Kristensen Allan McNish               | LMP1   | 376  | 3°   | 3°          |
| 2009 | Audi R15 TDI            | Alexandre Prémat Romain Dumas Timo Bernhard               | LMP1   | 333  | 17°  | 13°         |
| 2009 | Audi R15 TDI            | Marco Werner Lucas Luhr Mike Rockenfeller                 | LMP1   | 104  | 48°  | 20°         |
| 2010 | Audi R15 TDI plus       | Rinaldo Capello Tom Kristensen Allan McNish               | LMP1   | 394  | 3°   | 3°          |
| 2010 | Audi R15 TDI plus       | André Lotterer Marcel Fässler Benoît Tréluyer             | LMP1   | 396  | 2°   | 2°          |
| 2010 | Audi R15 TDI plus       | Romain Dumas Timo Bernhard Mike Rockenfeller              | LMP1   | 397  | 1°   | 1°          |
| 2011 | Audi R18 TDI            | Rinaldo Capello Tom Kristensen Allan McNish               | LMP1   | 14   | Rit  | Rit         |
| 2011 | Audi R18 TDI            | André Lotterer Marcel Fässler Benoît Tréluyer             | LMP1   | 355  | 1°   | 1°          |
| 2011 | Audi R18 TDI            | Romain Dumas Timo Bernhard Mike Rockenfeller              | LMP1   | 116  | Rit  | Rit         |
| 2012 | Audi R18 TDI            | Rinaldo Capello Tom Kristensen Allan McNish               | LMP1   | 14   | Rit  | Rit         |
| 2012 | Audi R18 TDI            | André Lotterer Marcel Fässler Benoît Tréluyer             | LMP1   | 355  | 1°   | 1°          |
| 2012 | Audi R18 TDI            | Romain Dumas Timo Bernhard Mike Rockenfeller              | LMP1   | 116  | Rit  | Rit         |
| 2012 | Audi R18 e-tron quattro | Rinaldo Capello Tom Kristensen Allan McNish               | LMP1   | 377  | 2°   | 2°          |
| 2012 | Audi R18 e-tron quattro | André Lotterer Marcel Fässler Benoît Tréluyer             | LMP1   | 378  | 1°   | 1°          |
| 2012 | Audi R18 ultra          | Romain Dumas Marc Gené Loïc Duval                         | LMP1   | 366  | 5°   | 5°          |
| 2012 | Audi R18 ultra          | Mike Rockenfeller Oliver Jarvis Marco Bonanomi            | LMP1   | 375  | 3°   | 3°          |
| 2013 | Audi R18 e-tron quattro | Tom Kristensen Allan McNish Loïc Duval                    | LMP1   | 348  | 1°   | 1°          |
| 2013 | Audi R18 e-tron quattro | André Lotterer Marcel Fässler Benoît Tréluyer             | LMP1   | 338  | 5°   | 5°          |
| 2013 | Audi R18 e-tron quattro | Marc Gené Oliver Jarvis Lucas Di Grassi                   | LMP1   | 347  | 3°   | 3°          |
| 2014 | Audi R18 e-tron quattro | Tom Kristensen Marc Gené Lucas Di Grassi                  | LMP1   | 376  | 2°   | 2°          |
| 2014 | Audi R18 e-tron quattro | André Lotterer Marcel Fässler Benoît Tréluyer             | LMP1   | 379  | 1°   | 1°          |
| 2014 | Audi R18 e-tron quattro | Marco Bonanomi Filipe Albuquerque Oliver Jarvis           | LMP1   | 25   | Rit  | Rit         |
| 2015 | Audi R18 e-tron quattro | André Lotterer Marcel Fässler Benoît Tréluyer             | LMP1   | 393  | 3°   | 3°          |
| 2015 | Audi R18 e-tron quattro | Lucas Di Grassi Loïc Duval Oliver Jarvis                  | LMP1   | 392  | 4°   | 4°          |
| 2015 | Audi R18 e-tron quattro | Marco Bonanomi Filipe Albuquerque René Rast               | LMP1   | 387  | 7°   | 7°          |
| 2016 | Audi R18 e-tron quattro | André Lotterer Marcel Fässler Benoît Tréluyer             | LMP1   | 367  | 4°   | 4°          |
| 2016 | Audi R18 e-tron quattro | Lucas Di Grassi Loïc Duval Oliver Jarvis                  | LMP1   | 372  | 3°   | 3°          |

### Campionato del mondo endurance
| Anno | Vettura                 | Pilota             | 1       | 2     | 3       | 4     | 5      | 6      | 7       | 8       | 9     | PP  | Punti  | PC | Punti |
| ---- | ----------------------- | ------------------ | ------- | ----- | ------- | ----- | ------ | ------ | ------- | ------- | ----- | --- | ------ | -- | ----- |
| 2012 | Audi R18 e-tron quattro | André Lotterer     | SEB 11  | SPA 2 | LMS 1   | SIL 1 | SPL 2  | BHR 1  | FUJ 2   | SHA 3   |       | 1°  | 172,5  | 1° | 173   |
| 2012 | Audi R18 e-tron quattro | Benoît Tréluyer    | SEB 11  | SPA 2 | LMS 1   | SIL 1 | SPL 2  | BHR 1  | FUJ 2   | SHA 3   |       | 1°  | 172,5  | 1° | 173   |
| 2012 | Audi R18 e-tron quattro | Marcel Fässler     | SEB 11  | SPA 2 | LMS 1   | SIL 1 | SPL 2  | BHR 1  | FUJ 2   | SHA 3   |       | 1°  | 172,5  | 1° | 173   |
| 2012 | Audi R18 e-tron quattro | Tom Kristensen     | SEB 1   | SPA 3 | LMS 2   | SIL 3 | SPL 3  | BHR 2  | FUJ 3   | SHA 2   |       | 2°  | 159    | 1° | 173   |
| 2012 | Audi R18 e-tron quattro | Allan McNish       | SEB 1   | SPA 3 | LMS 2   | SIL 3 | SPL 3  | BHR 2  | FUJ 3   | SHA 2   |       | 2°  | 159    | 1° | 173   |
| 2012 | Audi R18 e-tron quattro | Rinaldo Capello    | SEB 1   | SPA 3 | LMS 2   | SIL   | SPL    | BHR    | FUJ     | SHA     |       | 5°  | 77     | 1° | 173   |
| 2012 | Audi R18 e-tron quattro | Lucas Di Grassi    | SEB     | SPA   | LMS     | SIL   | SPL 3  | BHR    | FUJ     | SHA     |       | 22° | 15     | 1° | 173   |
| 2012 | Audi R18 ultra          | Romain Dumas       | SEB 2   | SPA 1 | LMS 4   | SIL   | SPL    | BHR    | FUJ     | SHA     |       | 6°  | 67     | 1° | 173   |
| 2012 | Audi R18 ultra          | Loïc Duval         | SEB 2   | SPA 1 | LMS 4   | SIL   | SPL    | BHR    | FUJ     | SHA     |       | 6°  | 67     | 1° | 173   |
| 2012 | Audi R18 ultra          | Timo Bernhard      | SEB 2   | SPA   | LMS     | SIL   | SPL    | BHR    | FUJ     | SHA     |       | 21° | 18     | 1° | 173   |
| 2012 | Audi R18 ultra          | Marc Gené          | SEB     | SPA 1 | LMS 4   | SIL   | SPL    | BHR    | FUJ     | SHA     |       | 11° | 49     | 1° | 173   |
| 2013 | Audi R18 e-tron quattro | André Lotterer     | SIL 2   | SPA 1 | LMS 5   | SPL 1 | CDA 3  | FUJ 12 | SHA 1   | BHR 5   |       | 2°  | 149,25 | 1° | 207   |
| 2013 | Audi R18 e-tron quattro | Benoît Tréluyer    | SIL 2   | SPA 1 | LMS 5   | SPL 1 | CDA 3  | FUJ 12 | SHA 1   | BHR 5   |       | 2°  | 149,25 | 1° | 207   |
| 2013 | Audi R18 e-tron quattro | Marcel Fässler     | SIL 2   | SPA 1 | LMS 5   | SPL 1 | CDA 3  | FUJ 12 | SHA 1   | BHR 5   |       | 2°  | 149,25 | 1° | 207   |
| 2013 | Audi R18 e-tron quattro | Tom Kristensen     | SIL 1   | SPA 2 | LMS 1   | SPL 2 | CDA 1  | FUJ 2  | SHA 3   | BHR Rit |       | 1°  | 162    | 1° | 207   |
| 2013 | Audi R18 e-tron quattro | Benoît Tréluyer    | SIL 1   | SPA 2 | LMS 1   | SPL 2 | CDA 1  | FUJ 2  | SHA 3   | BHR Rit |       | 1°  | 162    | 1° | 207   |
| 2013 | Audi R18 e-tron quattro | Marcel Fässler     | SIL 1   | SPA 2 | LMS 1   | SPL 2 | CDA 1  | FUJ 2  | SHA 3   | BHR Rit |       | 1°  | 162    | 1° | 207   |
| 2013 | Audi R18 e-tron quattro | Lucas Di Grassi    | SIL     | SPA 3 | LMS 3   | SPL   | CDA    | FUJ    | SHA     | BHR     |       | 9°  | 45     | 1° | 207   |
| 2013 | Audi R18 e-tron quattro | Marc Gené          | SIL     | SPA 3 | LMS 3   | SPL   | CDA    | FUJ    | SHA     | BHR     |       | 9°  | 45     | 1° | 207   |
| 2013 | Audi R18 e-tron quattro | Oliver Jarvis      | SIL     | SPA 3 | LMS 3   | SPL   | CDA    | FUJ    | SHA     | BHR     |       | 9°  | 45     | 1° | 207   |
| 2014 | Audi R18 e-tron quattro | André Lotterer     | SIL Rit | SPA 5 | LMS 1   | CDA 1 | FUJ 6  | SHA 4  | BHR 4   | SPL 5   |       | 2°  | 127    | 2° | 244   |
| 2014 | Audi R18 e-tron quattro | Benoît Tréluyer    | SIL Rit | SPA 5 | LMS 1   | CDA 1 | FUJ 6  | SHA 4  | BHR 4   | SPL 5   |       | 2°  | 127    | 2° | 244   |
| 2014 | Audi R18 e-tron quattro | Marcel Fässler     | SIL Rit | SPA 5 | LMS 1   | CDA 1 | FUJ 6  | SHA 4  | BHR 4   | SPL 5   |       | 2°  | 127    | 2° | 244   |
| 2014 | Audi R18 e-tron quattro | Tom Kristensen     | SIL Rit | SPA 2 | LMS 2   | CDA 2 | FUJ 5  | SHA 5  | BHR 5   | SPL 3   |       | 4°  | 117    | 2° | 244   |
| 2014 | Audi R18 e-tron quattro | Lucas Di Grassi    | SIL Rit | SPA 2 | LMS 2   | CDA 2 | FUJ 5  | SHA 5  | BHR 5   | SPL 3   |       | 4°  | 117    | 2° | 244   |
| 2014 | Audi R18 e-tron quattro | Loïc Duval         | SIL Rit | SPA 2 | LMS     | CDA 2 | FUJ 5  | SHA 5  | BHR 5   | SPL 3   |       | 7°  | 81     | 2° | 244   |
| 2014 | Audi R18 e-tron quattro | Marc Gené          | SIL     | SPA   | LMS 2   | CDA   | FUJ    | SHA    | BHR     | SPL     |       | 12° | 36     | 2° | 244   |
| 2014 | Audi R18 e-tron quattro | Marco Bonanomi     | SIL     | SPA 6 | LMS Rit | CDA   | FUJ    | SHA    | BHR     | SPL     |       | 22° | 8      | 2° | 244   |
| 2014 | Audi R18 e-tron quattro | Filipe Albuquerque | SIL     | SPA 6 | LMS Rit | CDA   | FUJ    | SHA    | BHR     | SPL     |       | 22° | 8      | 2° | 244   |
| 2014 | Audi R18 e-tron quattro | Oliver Jarvis      | SIL     | SPA   | LMS Rit | CDA   | FUJ    | SHA    | BHR     | SPL     |       | 27° | 0      | 2° | 244   |
| 2015 | Audi R18 e-tron quattro | André Lotterer     | SIL 1   | SPA 1 | LMS 3   | NÜR 3 | CDA 2  | FUJ 3  | SHA 3   | BHR 2   |       | 2°  | 161    | 2° | 264   |
| 2015 | Audi R18 e-tron quattro | Benoît Tréluyer    | SIL 1   | SPA 1 | LMS 3   | NÜR 3 | CDA 2  | FUJ 3  | SHA 3   | BHR 2   |       | 2°  | 161    | 2° | 264   |
| 2015 | Audi R18 e-tron quattro | Marcel Fässler     | SIL 1   | SPA 1 | LMS 3   | NÜR 3 | CDA 2  | FUJ 3  | SHA 3   | BHR 2   |       | 2°  | 161    | 2° | 264   |
| 2015 | Audi R18 e-tron quattro | Lucas Di Grassi    | SIL 5   | SPA 7 | LMS 4   | NÜR 4 | CDA 3  | FUJ 4  | SHA 4   | BHR 6   |       | 4°  | 99     | 2° | 264   |
| 2015 | Audi R18 e-tron quattro | Loïc Duval         | SIL 5   | SPA 7 | LMS 4   | NÜR 4 | CDA 3  | FUJ 4  | SHA 4   | BHR 6   |       | 4°  | 99     | 2° | 264   |
| 2015 | Audi R18 e-tron quattro | Oliver Jarvis      | SIL 5   | SPA 7 | LMS 4   | NÜR 4 | CDA 3  | FUJ 4  | SHA 4   | BHR 6   |       | 4°  | 99     | 2° | 264   |
| 2015 | Audi R18 e-tron quattro | Marco Bonanomi     | SIL     | SPA 4 | LMS 7   | NÜR   | CDA    | FUJ    | SHA     | BHR     |       | 12° | 24     | 2° | 264   |
| 2015 | Audi R18 e-tron quattro | Filipe Albuquerque | SIL     | SPA 4 | LMS 7   | NÜR   | CDA    | FUJ    | SHA     | BHR     |       | 12° | 24     | 2° | 264   |
| 2015 | Audi R18 e-tron quattro | René Rast          | SIL     | SPA 4 | LMS 7   | NÜR   | CDA    | FUJ    | SHA     | BHR     |       | 12° | 24     | 2° | 264   |
| 2016 | Audi R18 e-tron quattro | André Lotterer     | SIL NP  | SPA 5 | LMS 4   | NÜR 3 | MES 2  | CDA 6  | FUJ Rit | SHA 6   | BHR 2 | 5°  | 104    | 2° | 266   |
| 2016 | Audi R18 e-tron quattro | Benoît Tréluyer    | SIL NP  | SPA 5 | LMS 4   | NÜR 3 | MES 2  | CDA 6  | FUJ Rit | SHA 6   | BHR 2 | 5°  | 104    | 2° | 266   |
| 2016 | Audi R18 e-tron quattro | Marcel Fässler     | SIL NP  | SPA 5 | LMS 4   | NÜR   | MES    | CDA 6  | FUJ Rit | SHA 6   | BHR 2 | 6°  | 70     | 2° | 266   |
| 2016 | Audi R18 e-tron quattro | Lucas Di Grassi    | SIL Rit | SPA 1 | LMS 3   | NÜR 2 | MES 15 | CDA 2  | FUJ 2   | SHA 5   | BHR 1 | 2°  | 147,5  | 2° | 266   |
| 2016 | Audi R18 e-tron quattro | Loïc Duval         | SIL Rit | SPA 1 | LMS 3   | NÜR 2 | MES 15 | CDA 2  | FUJ 2   | SHA 5   | BHR 1 | 2°  | 147,5  | 2° | 266   |
| 2016 | Audi R18 e-tron quattro | Oliver Jarvis      | SIL Rit | SPA 1 | LMS 3   | NÜR 2 | MES 15 | CDA 2  | FUJ 2   | SHA 5   | BHR 1 | 2°  | 147,5  | 2° | 266   |

### WeatherTech SportsCar Championship
| Anno | Vettura      | Pilota            | 1      | 2      | 3     | 4      | 5      | 6      | 7      | 8      | 9      | 10     | PP  | Punti | PS  | Punti |
| ---- | ------------ | ----------------- | ------ | ------ | ----- | ------ | ------ | ------ | ------ | ------ | ------ | ------ | --- | ----- | --- | ----- |
| 2018 | Mazda RT24-P | Oliver Jarvis     | DAY 17 | SEB 8  | LBH 4 | MOH 3  | BEL 9  | WGL 13 | MOS 6  | ELK 11 | LGA 9  | ATL 2  | 8°  | 234   | 8°  | 234   |
| 2018 | Mazda RT24-P | Tristan Nunez     | DAY 17 | SEB 8  | LBH 4 | MOH 3  | BEL 9  | WGL 13 | MOS 6  | ELK 11 | LGA 9  | ATL 2  | 8°  | 234   | 8°  | 234   |
| 2018 | Mazda RT24-P | René Rast         | DAY 17 | SEB 8  | LBH   | MOH    | BEL    | WGL 13 | MOS    | ELK    | LGA    | ATL    | 35° | 55    | 8°  | 234   |
| 2018 | Mazda RT24-P | Lucas Di Grassi   | DAY    | SEB    | LBH   | MOH    | BEL    | WGL    | MOS    | ELK    | LGA    | ATL 2  | 46° | 32    | 8°  | 234   |
| 2018 | Mazda RT24-P | Jonathan Bomarito | DAY 16 | SEB 6  | LBH 9 | MOH 14 | BEL 14 | WGL 10 | MOS 11 | ELK 8  | LGA 4  | ATL 3  | 10° | 218   | 10° | 218   |
| 2018 | Mazda RT24-P | Harry Tincknell   | DAY 16 | SEB 6  | LBH 9 | MOH    | BEL 14 | WGL 10 | MOS 11 | ELK 8  | LGA 4  | ATL    | 17° | 171   | 10° | 218   |
| 2018 | Mazda RT24-P | Spencer Pigot     | DAY 16 | SEB 6  | LBH   | MOH 14 | BEL    | WGL 10 | MOS    | ELK    | LGA    | ATL 3  | 22° | 108   | 10° | 218   |
| 2018 | Mazda RT24-P | Marino Franchitti | DAY    | SEB    | LBH   | MOH    | BEL    | WGL    | MOS    | ELK    | LGA    | ATL 3  | 48° | 30    | 10° | 218   |
| 2019 | Mazda RT24-P | Oliver Jarvis     | DAY 11 | SEB 11 | LBH 4 | MOH 2  | BEL 10 | WGL 2  | MOS 1  | ELK 3  | LGA 6  | ATL 6  | 5°  | 268   | 5°  | 268   |
| 2019 | Mazda RT24-P | Tristan Nunez     | DAY 11 | SEB 11 | LBH 4 | MOH 2  | BEL 10 | WGL 2  | MOS 1  | ELK 3  | LGA 6  | ATL 6  | 5°  | 268   | 5°  | 268   |
| 2019 | Mazda RT24-P | Timo Bernhard     | DAY 11 | SEB 11 | LBH   | MOH    | BEL    | WGL 2  | MOS    | ELK    | LGA    | ATL 6  | 15° | 97    | 5°  | 268   |
| 2019 | Mazda RT24-P | René Rast         | DAY 11 | SEB    | LBH   | MOH    | BEL    | WGL    | MOS    | ELK    | LGA    | ATL    | 35° | 20    | 5°  | 268   |
| 2019 | Mazda RT24-P | Jonathan Bomarito | DAY 9  | SEB 6  | LBH 8 | MOH 3  | BEL 11 | WGL 1  | MOS 2  | ELK 1  | LGA 10 | ATL 11 | 6°  | 263   | 6°  | 263   |
| 2019 | Mazda RT24-P | Harry Tincknell   | DAY 9  | SEB 6  | LBH 8 | MOH    | BEL 11 | WGL 1  | MOS 2  | ELK 1  | LGA 10 | ATL 11 | 9°  | 233   | 6°  | 263   |
| 2019 | Mazda RT24-P | Olivier Pla       | DAY 9  | SEB 6  | LBH   | MOH    | BEL    | WGL 1  | MOS    | ELK    | LGA    | ATL 11 | 14° | 102   | 6°  | 263   |
| 2019 | Mazda RT24-P | Ryan Hunter-Reay  | DAY    | SEB    | LBH   | MOH 3  | BEL    | WGL    | MOS    | ELK    | LGA    | ATL    | 29° | 30    | 6°  | 263   |

### Deutsche Tourenwagen Meisterschaft
| Anno | Vettura             | Pilota          | 1         | 2         | 3         | 4         | 5         | 6         | 7         | 8         | 9         | 10        | 11        | 12        | 13        | 14        | 15        | 16        | 17        | 18        | 19        | 20        | 21        | 22        | 23        | 24        | 25       | 26       | PP  | Punti | PC | Punti |
| ---- | ------------------- | --------------- | --------- | --------- | --------- | --------- | --------- | --------- | --------- | --------- | --------- | --------- | --------- | --------- | --------- | --------- | --------- | --------- | --------- | --------- | --------- | --------- | --------- | --------- | --------- | --------- | -------- | -------- | --- | ----- | -- | ----- |
| 1993 | Opel Calibra V6 4x4 | Manuel Reuter   | ZOL 1     | ZOL 2     | HOC 1     | HOC 2     | NÜR 1     | NÜR 2     | WUN 1     | WUN 2     | NÜR 3     | NÜR 4     | NOR 1     | NOR 2     | DON 1     | DON 2     | DIE 1     | DIE 2     | ALE 1     | ALE 2     | AVU 1     | AVU 2     | HOC 3 NP  | HOC 4 NP  |           |           |          |          | NC  | 0     | —  | —     |
| 1993 | Opel Calibra V6 4x4 | Keke Rosberg    | ZOL 1     | ZOL 2     | HOC 1     | HOC 2     | NÜR 1     | NÜR 2     | WUN 1     | WUN 2     | NÜR 3     | NÜR 4     | NOR 1     | NOR 2     | DON 1     | DON 2     | DIE 1     | DIE 2     | ALE 1     | ALE 2     | AVU 1     | AVU 2     | HOC 3 7   | HOC 4 Rit |           |           |          |          | 18° | 4     | —  | —     |
| 1994 | Opel Calibra V6 4x4 | Manuel Reuter   | ZOL 1 Rit | ZOL 2 7   | HOC 1 8   | HOC 2 4   | NÜR 1 6   | NÜR 2 Rit | MUG 1 Rit | MUG 2 Rit | NÜR 3 8   | NÜR 4 5   | NOR 1 5   | NOR 2 Rit | DON 1 Rit | DON 2 1   | DIE 1 Rit | DIE 2 Rit | NÜR 5 6   | NÜR 6 4   | AVU 1 Rit | AVU 2 Rit | ALE 1 6   | ALE 2 3   | HOC 3 4   | HOC 4 8   |          |          | 8°  | 89    | —  | —     |
| 1994 | Opel Calibra V6 4x4 | Keke Rosberg    | ZOL 1 12  | ZOL 2 10  | HOC 1 Rit | HOC 2 3   | NÜR 1 Rit | NÜR 2 Rit | MUG 1 13  | MUG 2 Rit | NÜR 3 9   | NÜR 4 Rit | NOR 1 17  | NOR 2 NP  | DON 1 Rit | DON 2 NP  | DIE 1 Rit | DIE 2 SQ  | NÜR 5     | NÜR 6 Rit | AVU 1 8   | AVU 2 Rit | ALE 1 10  | ALE 2 Rit | HOC 3 12  | HOC 4 Rit |          |          | 14° | 27    | —  | —     |
| 1994 | Opel Calibra V6 4x4 | "John Winter"   | ZOL 1 16  | ZOL 2 Rit | HOC 1 Rit | HOC 2 NP  | NÜR 1 14  | NÜR 2 18  | MUG 1 Rit | MUG 2 7   | NÜR 3 15  | NÜR 4 10  | NOR 1 9   | NOR 2 10  | DON 1 11  | DON 2 7   | DIE 1 14  | DIE 2 NP  | NÜR 5 15  | NÜR 6 Rit | AVU 1 NP  | AVU 2 NP  | ALE 1 13  | ALE 2 6   | HOC 3 17  | HOC 4 10  |          |          | 16° | 11    | —  | —     |
| 1995 | Opel Calibra V6 4x4 | Manuel Reuter   | HOC 1 22  | HOC 2 Rit | AVU 1 Rit | AVU 2 13  | NOR 1 Rit | NOR 2 Rit | DIE 1 16† | DIE 2 7   | NÜR 1 Rit | NÜR 2 9   | ALE 1 5   | ALE 2 Rit | HOC 3 2   | HOC 4     |           |           |           |           |           |           |           |           |           |           |          |          | 12° | 39    | 3° | 107   |
| 1995 | Opel Calibra V6 4x4 | JJ Lehto        | HOC 1 8   | HOC 2 4   | AVU 1 10  | AVU 2 20  | NOR 1 7   | NOR 2 Rit | DIE 1 15  | DIE 2 8   | NÜR 1 NC  | NÜR 2 Rit | ALE 1 Rit | ALE 2 8   | HOC 3 6   | HOC 4 6   |           |           |           |           |           |           |           |           |           |           |          |          | 13° | 36    | 3° | 107   |
| 1995 | Opel Calibra V6 4x4 | Yannick Dalmas  | HOC 1 9   | HOC 2 Rit | AVU 1 11  | AVU 2 10  | NOR 1 18† | NOR 2 Rit | DIE 1     | DIE 2     | NÜR 1 Rit | NÜR 2 16† | ALE 1 9   | ALE 2 6   | HOC 3 8   | HOC 4 7   |           |           |           |           |           |           |           |           |           |           |          |          | 19° | 17    | 3° | 107   |
| 1995 | Opel Calibra V6 4x4 | Ni Amorim       | HOC 1 18  | HOC 2 8   | AVU 1 15  | AVU 2 NP  | NOR 1 9   | NOR 2 Rit | DIE 1 Rit | DIE 2 12  | NÜR 1 14  | NÜR 2 12  | ALE 1 NC  | ALE 2 11  | HOC 3     | HOC 4     |           |           |           |           |           |           |           |           |           |           |          |          | 21° | 5     | 3° | 107   |
| 1996 | Opel Calibra V6 4x4 | Manuel Reuter   | HOC 1     | HOC 2 3   | NÜR 1 3   | NÜR 2 1   | EST 1 4   | EST 2 3   | HEL 1 2   | HEL 2     | NOR 1 6   | NOR 2 5   | DIE 1 10  | DIE 2 6   | SIL 1 6   | SIL 2 6   | NÜR 3 4   | NÜR 4 16  | MAG 1 Rit | MAG 2 NP  | MUG 1 18  | MUG 2 7   | HOC 3 2   | HOC 4 1   | INT 1 4   | INT 2 4   | SUZ 1 13 | SUZ 2 14 | 1°  | 218   | 1° | 249   |
| 1996 | Opel Calibra V6 4x4 | Yannick Dalmas  | HOC 1 Rit | HOC 2 11  | NÜR 1 Rit | NÜR 2 NP  | EST 1 8   | EST 2 Rit | HEL 1 6   | HEL 2 Rit | NOR 1 Rit | NOR 2 NP  | DIE 1 12  | DIE 2 7   | SIL 1 9   | SIL 2 7   | NÜR 3 8   | NÜR 4 7   | MAG 1 Rit | MAG 2 NP  | MUG 1 10  | MUG 2 10  | HOC 3 18  | HOC 4 Rit | INT 1 8   | INT 2 11  | SUZ 1 12 | SUZ 2 9  | 17° | 33    | 1° | 249   |
| 1996 | Opel Calibra V6 4x4 | Oliver Gavin    | HOC 1 Rit | HOC 2 NP  | NÜR 1 14  | NÜR 2 Rit | EST 1 6   | EST 2 6   | HEL 1 10  | HEL 2 Rit | NOR 1 10  | NOR 2 12  | DIE 1 17  | DIE 2 9   | SIL 1 11  | SIL 2 Rit | NÜR 3 16  | NÜR 4 Rit | MAG 1 12  | MAG 2 15  | MUG 1 17  | MUG 2 Rit | HOC 3     | HOC 4     | INT 1 11  | INT 2 15  | SUZ 1 16 | SUZ 2 11 | 23° | 16    | 1° | 249   |
| 1996 | Opel Calibra V6 4x4 | Alexander Wurz  | HOC 1 Rit | HOC 2 Rit | NÜR 1 12  | NÜR 2 SQ  | EST 1 10  | EST 2 8   | HEL 1 Rit | HEL 2 9   | NOR 1 12  | NOR 2 8   | DIE 1 9   | DIE 2 8   | SIL 1 7   | SIL 2 4   | NÜR 3 Rit | NÜR 4 NP  | MAG 1 10  | MAG 2 6   | MUG 1 6   | MUG 2 9   | HOC 3 Rit | HOC 4 NP  | INT 1     | INT 2     | SUZ 1    | SUZ 2    | 16° | 43    | 1° | 249   |
| 1996 | Opel Calibra V6 4x4 | Masanori Sekiya | HOC 1     | HOC 2     | NÜR 1     | NÜR 2     | EST 1     | EST 2     | HEL 1     | HEL 2     | NOR 1     | NOR 2     | DIE 1     | DIE 2     | SIL 1     | SIL 2     | NÜR 3     | NÜR 4     | MAG 1     | MAG 2     | MUG 1     | MUG 2     | HOC 3 15  | HOC 4 13  | INT 1     | INT 2     | SUZ 1 20 | SUZ 2 NP | 28° | 0     | 1° | 249   |
| 1996 | Opel Calibra V6 4x4 | Tony Kanaan     | HOC 1     | HOC 2     | NÜR 1     | NÜR 2     | EST 1     | EST 2     | HEL 1     | HEL 2     | NOR 1     | NOR 2     | DIE 1     | DIE 2     | SIL 1     | SIL 2     | NÜR 3     | NÜR 4     | MAG 1     | MAG 2     | MUG 1     | MUG 2     | HOC 3     | HOC 4     | INT 1 Rit | INT 2 Rit | SUZ 1    | SUZ 2    | NC  | 0     | 1° | 249   |
| 1996 | Opel Calibra V6 4x4 | Volker Strycek  | HOC 1     | HOC 2     | NÜR 1     | NÜR 2     | EST 1     | EST 2     | HEL 1     | HEL 2     | NOR 1     | NOR 2     | DIE 1     | DIE 2     | SIL 1     | SIL 2     | NÜR 3 19  | NÜR 4 19  | MAG 1     | MAG 2     | MUG 1 19  | MUG 2 Rit | HOC 3     | HOC 4     | INT 1     | INT 2     | SUZ 1    | SUZ 2    | 32° | 0     | 1° | 249   |

### Deutsche Tourenwagen Masters
| Anno | Vettura          | Pilota          | 1         | 2        | 3       | 4      | 5      | 6       | 7         | 8       | 9         | 10      | 11       | 12        | PP  | Punti | PS | Punti |
| ---- | ---------------- | --------------- | --------- | -------- | ------- | ------ | ------ | ------- | --------- | ------- | --------- | ------- | -------- | --------- | --- | ----- | -- | ----- |
| 2004 | Audi A4 DTM 2004 | Emanuele Pirro  | HOC 1 7   | EST 11   | ADR 9   | LAU 6  | NOR 11 | SHA 1 C | SHA 2 Rit | NÜR 11  | OSC 5     | ZAN 7   | BRN 5    | HOC 2 Rit | 11° | 11    | 8° | 11    |
| 2004 | Audi A4 DTM 2004 | Frank Biela     | HOC 1 16  | EST 15   | ADR Rit | LAU 12 | NOR 11 | SHA 1 C | SHA 2 13  | NÜR Rit | OSC 13    | ZAN 9   | BRN 14   | HOC 2 11  | 17° | 0     | 8° | 11    |
| 2004 | Audi A4 DTM 2004 | Rinaldo Capello | HOC 1     | EST      | ADR     | LAU    | NOR    | SHA 1 C | SHA 2 5   | NÜR     | OSC       | ZAN     | BRN      | HOC 2     | NC  | 0     | 8° | 11    |
| 2005 | Audi A4 DTM 2004 | Christian Abt   | HOC 1 4   | LAU 1 9  | SPA 10  | BRN 6  | OSC 12 | NOR 2   | NÜR 10    | ZAN 10  | LAU 2 Rit | IST Rit | HOC 2 14 |           | 9°  | 16    | 7° | 21    |
| 2005 | Audi A4 DTM 2004 | Frank Stippler  | HOC 1 10  | LAU 1 6  | SPA 11  | BRN 8  | OSC 9  | NOR Rit | NÜR 14    | ZAN Rit | LAU 2 13  | IST 13  | HOC 2 5  |           | 14° | 8     | 7° | 21    |
| 2005 | Audi A4 DTM 2004 | Pierre Kaffer   | HOC 1 13† | LAU 1 5  | SPA 14  | BRN 12 | OSC 17 | NOR 8   | NÜR 18    | ZAN 11  | LAU 2 Rit | IST Rit | HOC 2 10 |           | 15° | 5     | 7° | 21    |
| 2005 | Audi A4 DTM 2004 | Rinaldo Capello | HOC 1 Rit | LAU 1 11 | SPA 13  | BRN 10 | OSC 10 | NOR Rit | NÜR 19    | ZAN Rit | LAU 2 11  | IST Rit | HOC 2 16 |           | 20° | 0     | 7° | 21    |

## Palmarès
- 24 Ore di Le Mans (15): 1984, 1985, 1996, 1997, 2000, 2001, 2002, 2006, 2007, 2008, 2010, 2011, 2012, 2013, 2014
- 24 Ore di Daytona (2): 1980, 1991.
- 12 Ore di Sebring (7): 2000, 2001, 2002, 2003, 2006, 2007, 2009.
- Campionato AMLS (7): 2000, 2001, 2002, 2003, 2006, 2007, 2008.
- Campionato LMS (1): 2008.
- Campionato ITC (1): 1996.